# Mazahir Afandiyev
Mazahir Afandiyev (né le 1er février 1976 à Ağdaş) est un homme politique azerbaïdjanais, membre de VIe législature de l'Assemblée nationale d'Azerbaïdjan.

## Biographie
Mazahir Afandiyev est né le 1er février 1976 dans la région d'Ağdaş. Il est diplômé de la faculté d'administration d'État et municipale de l'Académie d'administration publique auprès du président de la république d'Azerbaïdjan. Il parle anglais et russe.

### Carrière
Il est membre de la commission de la politique économique, de l'industrie et de l'entrepreneuriat de l'Assemblée nationale et de la commission des affaires régionales. Il est chef du groupe de travail sur les relations interparlementaires entre l'Azerbaïdjan et la Bosnie-Herzégovine, membre des groupes de travail sur les relations avec les parlements des États-Unis d'Amérique, de Belgique, de Géorgie, du Canada, d'Égypte, d'Ukraine, du Viêt Nam et du Japon.
Afandiyev est membre des délégations azerbaïdjanaises auprès de l'Union interparlementaire et de l'Assemblée parlementaire Euronest.

### Famille
Mazahir Afandiyev est marié et a deux enfants.

## Prix
- Médaille de Taraggui[2]